# Bythograea microps
Espèce
Bythograea microps est une espèce de crabes de la famille des Bythograeidae.

## Systématique
L'espèce Bythograea microps a été décrite en 1984 par la carcinologiste française Michèle de Saint Laurent (d) (1926-2003),.

## Répartition
Bythograea microps se rencontre dans l’océan Pacifique à une profondeur comprise entre 2 216 et 2 752 m. On peut le retrouver au large mais également près des côtes Ouest de l’Amérique du Nord et du Sud. On le retrouve également près de la Nouvelle Zélande.[réf. nécessaire]

## Description
Bythograea microps se distingue de :
- Bythograea thermydron par sa taille plus petite ;
- Bythograea laubieri par une carapace beaucoup plus aplatie.

Cependant, l’existence d’espèces cryptiques ou fraternelles rendent l’identification morphologique très compliquée et vite biaisée. Les études basées sur la génétique restent les plus fiables.

## Publication originale
- M. de Saint Laurent, « Crustacés Décapodes d'un site hydrothermal actif de la dorsale du Pacifique oriental (13° Nord), en provenance de la campagne française Biocyatherm », Comptes Rendus de l'Académie des Sciences, France, vol. 299,‎ 1984, p. 355-360 (ISSN 0249-6321).